# Tema de Milasa e Melanúdio

Região de "Milas", na Cária, à esquerda, no alto

Tema de Milasa e Melanúdio (em grego: θέμα Μυλά[σ]σης και Μελανουδίου; romaniz.: théma Mylá[s]sis kai Melanoudíou) foi um tema bizantino (uma província civil-militar) localizado no sudoeste da Ásia Menor nos séculos XII e XIII.

## História
O tema foi atestado nas fontes pela primeira vez em 1127-1128, tendo provavelmente sido criado após 1110, ou por Aleixo I Comneno (r. 1081–1118) ou por seu filho e sucessor, João II Comneno (r. 1118–1143), a partir de território reconquistado dos turcos seljúcidas durante a década de 1190. Originalmente chamado simplesmente de Tema de Milasa, ele foi renomeado após sua capital ter se deslocado de Milasa (atual Milas) para a cidade de Melanúdio - que até o momento ainda não foi conclusivamente identificada, mas certamente ao sul de Mileto - em algum momento entre 1150 e 1175.
A província abrangia a maior parte da região da Cária, do rio Meandro ao norte até o vale do rio Morsino (atual Vandalas Çayi) no oriente. A costa, porém, pertencia ao Tema Cibirreota e, após este ter sido extinto durante o reinado de Manuel I Comneno (r. 1143–1180), foi fundido com as ilhas da região do Dodecaneso, principalmente Cós. Alguns dos duque de Milasa e Melanúdio, porém, parecem ter exercido sua autoridade sobre a costa e sobre as ilhas também antes disso.
A região permaneceu sob controle bizantino até ser reconquistada pelos turcos durante o início do reinado de Andrônico II Paleólogo (r. 1282–1328) e é notável hoje pela quantidade de fortalezas ali que chegaram até nossos dias e também por conta da vibrante comunidade monástica em Monte Latros.